# Il montanaro
Il montanaro è un'opera in due atti di Saverio Mercadante, su libretto di Felice Romani. La prima rappresentazione ebbe luogo al Teatro alla Scala di Milano il 16 aprile 1827.
Gli interpreti della prima rappresentazione furono:
| Personaggio | Interprete           |
| ----------- | -------------------- |
| Placido     | Carlo Poggiali       |
| Livia       | Teresa Ruggieri      |
| Elvina      | Brigida Lorenzani    |
| Carlo       | Francesco Piermarini |
| Ernesto     | Luigi Biondini       |
| Podestà     | Giuseppe Frezzolini  |
| Lindorf     | Lorenzo Lombardi     |
| Montanaro   | N. N.                |

Direttore d'orchestra era Alessandro Rolla, maestro al cembalo Vincenzo Lavigna. Le scene erano di Alessandro Sanquirico.

## Trama
L'azione si finge in Rowelden, villaggio di un piccolo stato in Germania, nel XVII secolo.

## Struttura musicale
- Sinfonia

### Atto I
- N. 1 - Introduzione: Duetto fra Livia e Placido, Coro, Cavatina del Podestà e Terzetto fra il Podestà, Livia e Placido Ecco qua; da mane a sera -  Del Barone la sposina - Tacete, siletote - Insolenti! Chiacchierone! (Livia, Placido, Coro, Podestà)
- N. 2 - Duetto fra il Podestà e il Barone Mihi gaudeo, tibi gratulor
- N. 3 - Coro e Cavatina di Elvina Allegri, allegri, ormai è finita - In questi campo ameni (Elvina, Coro)
- N. 4 - Sestetto Buoni amici, qua la mano (Carlo, Placido, Elvida, Livia, Barone, Podestà)
- N. 5 - Duetto fra Carlo ed Elvida Benché talor si aggiri
- N. 6 - Finale I Sventurate! il ciel ne aiuti! (Livia, Elvida, Placido, Coro, Podestà, Barone, Carlo)

### Atto II
- N. 7 - Introduzione Presto, presto, terminate
- N. 8 - Duetto fra il Barone ed Elvida Quel visino, que' begli occhi
- N. 9 - Aria di Carlo Io credea d'aver trovata (Carlo, Elvida, Placido, Livia)
- N. 10 - Coro e Sestetto Venite: scusate - Visitar nel suo castello (Barone, Carlo, Podestà, Placido, Livia, Elvida, Coro)
- N. 11 - Duetto fra il Barone ed il Podestà Podestà...si scopre tutto
- N. 12 - Finale II Di sì dolce e lieto giorno (Elvida, Carlo, Placido, Livia, Barone, Podestà, Conte, Coro)